# باولين مفيلي
باولين مفيلي (بالفرنسية: Pauline Mvélé) (مواليد 1969)، هي مُمثلة ومُخرجة وناشطة غابونية بوركينابية.

## أعمالها
| السنة | عُنوان الفيلم                                       | مُمثلة | مُخرجة |
| ----- | -------------------------------------------------- | ----- | ----- |
| 2015  | تيليزورد (بالفرنسية: Télésourd)                    | نعم   | لا    |
| 2014  | العيش مع السرطان (بالفرنسية: Vivre avec le cancer) | لا    | نعم   |
| 2014  | من دون عائلة (بالفرنسية: Sans famille)             | لا    | نعم   |
| 2014  | الأفضل (بالإنجليزية: The Best)                     | لا    | نعم   |
| 2009  | تشبث! (بالفرنسية: Accroche-toi!)                   | لا    | نعم   |
| 2011  | غير مُذنبين (بالفرنسية: Non coupables)              | لا    | نعم   |
| 1989  | اختيار شانتال (بالفرنسية: Le Choix de Chantal)     | نعم   | لا    |

## الجوائز
| السنة | العمل        | الجائزة   | المهرجان               | النتيجة |
| ----- | ------------ | --------- | ---------------------- | ------- |
| 2014  | من دون عائلة | أفضل فيلم | مهرجان بوروندي للسينما | فوز     |